# عيون كبيرة
عيون كبيرة (بالإنجليزية: Big Eyes)‏ هو فيلم دراما تم إنتاجه في الولايات المتحدة وصدر في سنة 2014. الفيلم من إخراج تيم برتون وكتابة سكوت الكسندر ولاري كاراسزويسكي. من بطولة إيمي آدمز وكريستوف فالتز وداني هيوستن وكريستين ريتر وجيسن شوارتزمن.

## القصة
تدور أحداث الفيلم في إطار درامي يتناول سيرة الرسامة مارجريت كين (إيمي آدامز). يحكي الفيلم قصة صعود مارجريت ونجاحها المذهل في فترة الخمسينيات، كانت مارجريت تعيش حياة سعيدة بصحبة زوجها الفنان والتر كين (كريستوف فالتز). تتعقد الأمور لاحقًا ويفترق الزوجان، ويستعرض الفيلم المتاعب الجمة التي واجهتها مارجريت مع زوجها السابق خلال الستينيات. يقوم والتر بملاحقة مارجريت قضائيًا ناسبًا لنفسه الفضل في كل الشخصيات التي رسمتها وابتكرتها زوجته.

### ترشيحات وجوائز
| السنة | الحدث                            | الفئة                       | النتيجة |
| ----- | -------------------------------- | --------------------------- | ------- |
| 2015  | أفضل ممثلة في فيلم كوميدي موسيقي | جائزة غولدن غلوب            | فوز     |
| 2015  | أفضل أغنية                       | جائزة اختيار النقاد للأفلام | ترشيح   |

## الميزانية والإيرادات
بلغت تكلفة إنتاج الفيلم حوالي 10 ملايين دولار بينما حقق أرباحا تقدر بـ 20.9 مليون دولار.

## وصلات خارجية
- عيون كبيرة على موقع IMDb (الإنجليزية)
- عيون كبيرة على موقع ميتاكريتيك (الإنجليزية)
- عيون كبيرة على موقع الموسوعة البريطانية (الإنجليزية)
- عيون كبيرة على موقع روتن توميتوز (الإنجليزية)
- عيون كبيرة على موقع قاعدة بيانات الأفلام العربية
- عيون كبيرة على موقع ألو سيني (الفرنسية)
- عيون كبيرة على موقع أول موفي (الإنجليزية)
- عيون كبيرة على موقع بوكس أوفيس موجو (الإنجليزية)
- عيون كبيرة على موقع فيلمافينيتي (الإسبانية)
- عيون كبيرة على موقع قاعدة بيانات الأفلام السويدية (السويدية)